# علی عباس الحلفی
علی عباس الحلفی (عربی: علي عباس مشيهد الحلفي؛ زادهٔ ۳۰ اوت ۱۹۸۶) یک بازیکن فوتبال اهل عراق است.
وی همچنین در تیم ملی فوتبال عراق بازی کرده است.